# Sparta (Kentucky)
Pour les articles homonymes, voir Sparta.
Sparta est une localité située dans le comté de Gallatin (Kentucky) et le Comté d'Owen (Kentucky) dans l'état du Kentucky.
Sa population était de 231 habitants en 2000. À proximité on trouve le circuit automobile Kentucky Speedway.